# Taraxacum gelertii
Taraxacum gelertii — вид квіткових рослин з родини айстрових (Asteraceae). Ареал: Естонія, Латвія, Бельгія, Люксембург, Чехія, Данія, Фінляндія, Франція, Німеччина, Велика Британія, Ірландія, Польща, Португалія, Швеція, Україна; це багаторічна рослина помірних біомів. Росте переважно на вологих луках, рідше в антропогенних місцезростаннях: парках, міських галявинах, кладовищах.
Основні діагностичні ознаки цього таксону: листки зазвичай майже прямовисні, сірувато-зелені, зазвичай неглибоко лопатеві, рідше лише зубчасті; бічні частки (дрібні частки, зубці) зазвичай 3–4(5), виступають під прямим кутом, вузькотрикутні або майже лінійні (у молодих рослин, що розвиваються в екстремальних умовах), неправильно зубчасті або дрібнолопатеві, верхній край зазвичай увігнутий; черешок вузький, блідо-пурпуровий; стеблина коричнювато-пурпурова, запушена; зовнішні приквітки (10)13–15, від притиснутих до вільно притиснутих, не змішані, війчасті, чорнуваті, вузьколанцетні або ланцетні (6.5)7.0–8.0(9.5) мм завдовжки, (2.7)2.9–3.3 мм завширшки; квіткова голова 2.5–3.0 см у діаметрі, квітки жовті; сім'янки завдовжки 4.2–4.5 мм, зверху явно шипуваті; папус 5.5–6.0 мм завдовжки.